# Bungo (Angola)
Bungo ist eine Kleinstadt (Vila) und ein Landkreis in Angola, im Südwesten Afrikas.

## Verwaltung
Bungo ist Sitz eines gleichnamigen Landkreises (Município) in der Provinz Uíge. Der Kreis umfasst eine Fläche von 2156 km² und hat etwa 44.000 Einwohner (Schätzung 2014). Die Volkszählung 2014 soll zukünftig genaue Bevölkerungsdaten liefern.
Der Kreis Bungo besteht aus nur einer Gemeinde (Comuna), die ebenfalls Bungo heißt.
Insgesamt 60 Ortschaften liegen im Kreis.